# Les Châtiments
Pour les articles homonymes, voir Châtiment (homonymie).
Les Châtiments (ou Châtiments., sans article, conformément à l’editio princeps) est un recueil de poèmes satiriques de Victor Hugo, publié en 1853.
À la suite du coup d'État du 2 décembre 1851 qui voit l’arrivée au pouvoir de Louis-Napoléon Bonaparte, Victor Hugo s’est exilé. Ces vers sont, pour le poète, une arme destinée à discréditer et renverser le régime de Napoléon III auquel Victor Hugo voue une fureur vengeresse et un mépris sans bornes.
Victor Hugo a l’habitude de prendre le titre comme fil conducteur de ses recueils (comme pour Les Orientales ou Feuilles d’Automne) et Les Châtiments ne déroge pas à la règle.
Dans une lettre adressée à l'éditeur Pierre-Jules Hetzel, datée du 7 septembre 1852 et dans laquelle il lui annonce la rédaction des Châtiments pour dénoncer le coup d’État de Napoléon III, Victor Hugo écrit : « J'ai pensé qu'il m'était impossible de publier en ce moment un volume de poésie pure. Cela ferait l'effet d'un désarmement, et je suis plus armé et plus combattant que jamais ».
Si Les Châtiments est évidemment une œuvre politique, le recueil n’est pas dépourvu d’éléments occultistes, cosmologiques et métaphysiques, qui la rapprochent des Contemplations qui paraîtront trois ans plus tard.

## Forme
Les poèmes prennent des formes variées : la chanson, le dialogue imaginaire (Le Bord de la Mer, III, 15), l’alexandrin et le vers court (vers de 4 pieds dans le Chasseur noir, VII, 3), voire l’idylle (Idylle, II, 1).
Victor Hugo manie des tons variés : l’épopée (L'Expiation où Hugo met en scène une véritable épopée de la chute de Napoléon Ier), la satire et l'ironie voire une véritable épopée du grotesque, une épopée « à l’envers » (L'Expiation et Splendeurs, III, 8 : Louis Bonaparte est un nain malhonnête qui tente d’utiliser la gloire de son oncle à ses fins propres), le poète peut recourir à l’émotion (Souvenirs de la Nuit du 4, Pauline Roland), à la colère et à l’emportement (A l’obéissance passive, II, 7 et les derniers vers de Nox).
Il évoque des faits historiques qui deviennent épopée grandiose où le merveilleux intervient (L'Expiation, V, 13).

## Dénonciations
Les Châtiments se donnent pour tâche de dénoncer deux crimes : le dix-huit Brumaire et le coup d’État du deux décembre commis par Louis-Napoléon Bonaparte — le second crime étant la suite du premier (L'Expiation et Fable ou histoire).
Le dix-huit Brumaire est un crime contre la France car Bonaparte a pris le pouvoir par la violence. Le 2 décembre est un crime à cause de la violence des répressions (Souvenir de la Nuit du 4, II, 3 ; Pauline Roland, V, 11), parce que Louis Bonaparte est parjure (il avait juré fidélité à la Deuxième République) et parce qu’il viole les lois de la République (Nox).
La parole poétique dénonce le crime en parlant. L’acte de verbalisation est dénonciation (Ultima Verba : même les derniers alexandrins sont dénonciation et attaque contre Louis Bonaparte).
La parole poétique devient parole du peuple : Victor Hugo parle par exemple pour la grand-mère dont le petit-fils a été tué (Souvenir de la Nuit du 4). La parole poétique parle aussi pour le Peuple, pour lui redonner courage même dans les épreuves (eschatologie de Lux).

## Poèmes de l’expiation
Les Châtiments ne sont pas un simple défoulement de colère et le crime des deux Bonaparte.
Dieu, selon Victor Hugo, a laissé faire le crime et infligé le châtiment pour permettre l’expiation. L’arrivée de temps meilleurs de liberté et de fraternité sera le résultat « positif » du crime, du châtiment et de l’expiation. Victor Hugo développe une eschatologie politique grandiose (mais relativement vague), où la société  sera heureuse et libre (Stella et surtout Lux).
Et derrière la dénonciation par l’homme Hugo de Louis Bonaparte (Nox), il y a l’idée que le poète doit se faire messager de Dieu et donc mage (Lux qui répond à Nox) : le vrai châtiment vient donc tout le temps de Dieu et le poète n’est que son intermédiaire.